# Grand Prix Wielkiej Brytanii 1988

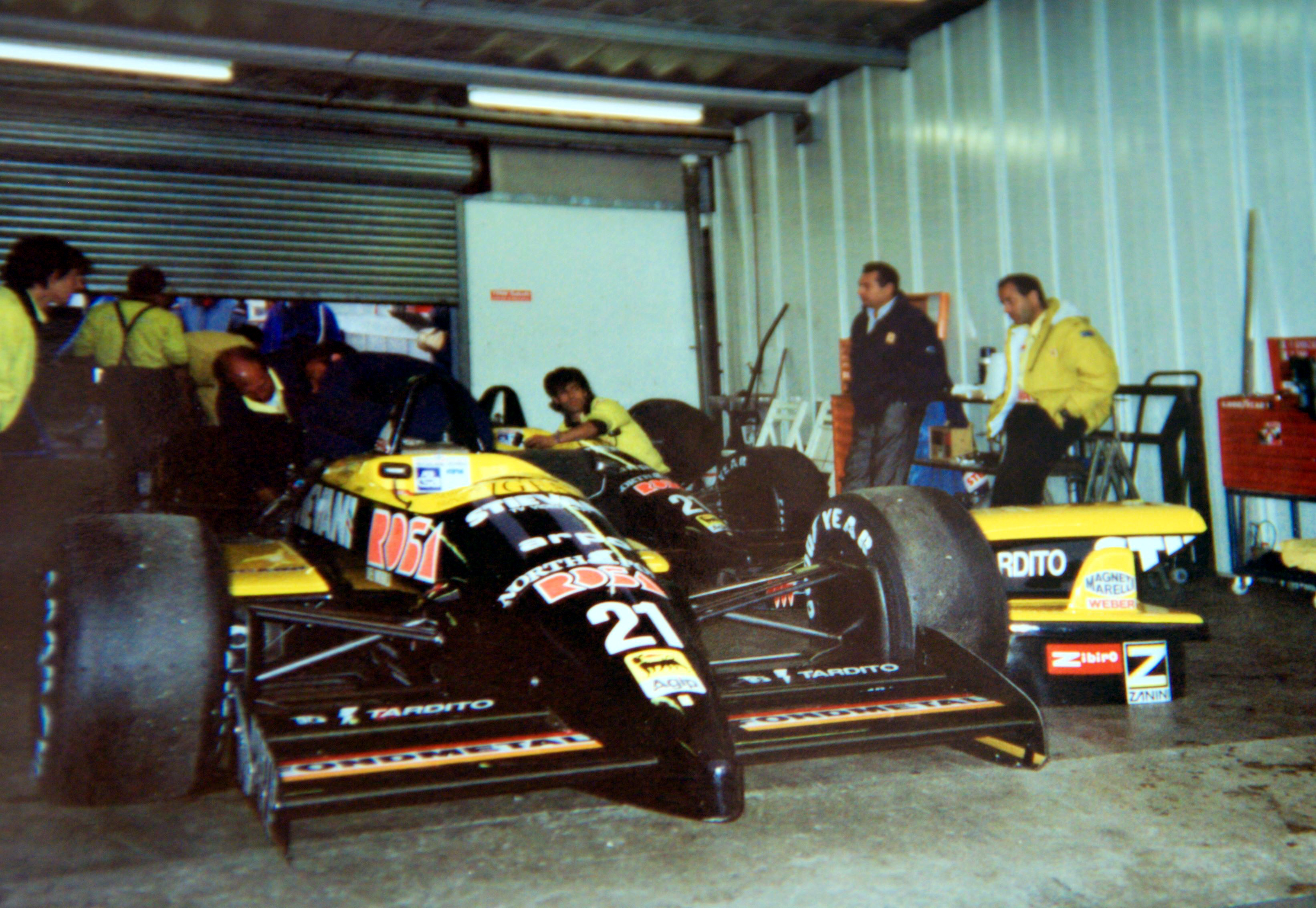
Samochód Osella FA1L podczas Grand Prix Wielkiej Brytanii 1988

Grand Prix Wielkiej Brytanii 1988 (oryg. Shell Oils British Grand Prix) – ósma runda Mistrzostw Świata Formuły 1 w sezonie 1988, która odbyła się 10 lipca 1988, po raz 22. na torze Silverstone.
41. Grand Prix Wielkiej Brytanii, 39. zaliczane do Mistrzostw Świata Formuły 1.

## Klasyfikacja
| Legenda oznaczeń w tabelach wyników Wyświetl szablon na nowej stronie | Legenda oznaczeń w tabelach wyników Wyświetl szablon na nowej stronie                                                                     |
| Oznaczenie                                                            | Wyjaśnienie |
| --------------------------------------------------------------------- | --- |
| Złoty                                                                 | Zwycięzca lub mistrzostwo |
| Srebrny                                                               | 2. miejsce lub wicemistrzostwo |
| Brązowy                                                               | 3. miejsce lub II wicemistrzostwo |
| Zielony                                                               | Ukończył, punktował (w klasyfikacji generalnej, gdy zdobył co najmniej jeden punkt na przestrzeni sezonu, poza trzema powyższymi opcjami) |
| Niebieski                                                             | Ukończył, nie punktował (w klasyfikacji generalnej, gdy nie zdobył co najmniej jednego punktu na przestrzeni sezonu)                      |
| Czerwony                                                              | Nie zakwalifikował się (NZ) |
| Czerwony                                                              | Nie prekwalifikował się (NPK) |
| Różowy                                                                | Nie ukończył (NU) |
| Różowy                                                                | Niesklasyfikowany (NS) (w klasyfikacji generalnej, gdy nie został sklasyfikowany w żadnym wyścigu sezonu)                                 |
| Czarny                                                                | Zdyskwalifikowany (DK) |
| Czarny                                                                | Wykluczony (WYK/EX) |
| Biały                                                                 | Nie wystartował (NW) |
| Biały                                                                 | Kontuzjowany (K/INJ) |
| Biały                                                                 | Wyścig odwołany (OD/C) |
| Bez koloru                                                            | Został wycofany (WYC/WD) |
| Bez koloru                                                            | Nie przybył (NP/DNA) |
| Bez koloru                                                            | Nie brał udziału w treningach (NT/DNP) |
| Bez koloru                                                            | Nie został zgłoszony (–) |
| Pogrubienie                                                           | Start z pole position |
| Kursywa                                                               | Najszybsze okrążenie wyścigu |
| †                                                                     | Nie ukończył, ale jego rezultat został zaliczony ze względu na przejechanie więcej niż 90% dystansu wyścigu.                              |
| *                                                                     | Sezon w trakcie |
| 1/2/3                                                                 | Punktowana pozycja w sprincie kwalifikacyjnym                                                                                             |
| Lista systemów punktacji Formuły 1                                    | |

| Pos | No | Kierowca           | Konstruktor     | Okrążeń | Czas/powód NU           | Poz. Start. | Punktów |
| --- | -- | ------------------ | --------------- | ------- | ----------------------- | ----------- | ------- |
| 1   | 12 | Ayrton Senna       | McLaren-Honda   | 65      | 1:33:16.367             | 3           | 9       |
| 2   | 5  | Nigel Mansell      | Williams-Judd   | 65      | + 23.344                | 11          | 6       |
| 3   | 19 | Alessandro Nannini | Benetton-Ford   | 65      | + 51.214                | 8           | 4       |
| 4   | 15 | Maurício Gugelmin  | March-Judd      | 65      | + 1:11.378              | 5           | 3       |
| 5   | 1  | Nelson Piquet      | Lotus-Honda     | 65      | + 1:20.835              | 7           | 2       |
| 6   | 17 | Derek Warwick      | Arrows-Megatron | 64      | + 1 Lap                 | 9           | 1       |
| 7   | 18 | Eddie Cheever      | Arrows-Megatron | 64      | + 1 Lap                 | 13          |         |
| 8   | 6  | Riccardo Patrese   | Williams-Judd   | 64      | + 1 Lap                 | 15          |         |
| 9   | 28 | Gerhard Berger     | Ferrari         | 64      | + 1 Lap                 | 1           |         |
| 10  | 2  | Satoru Nakajima    | Lotus-Honda     | 64      | + 1 Lap                 | 10          |         |
| 11  | 36 | Alex Caffi         | Dallara-Ford    | 64      | + 1 Lap                 | 21          |         |
| 12  | 33 | Stefano Modena     | Euro Brun-Ford  | 64      | + 1 Lap                 | 20          |         |
| 13  | 29 | Yannick Dalmas     | Larrousse-Ford  | 63      | + 2 Okrążeń             | 23          |         |
| 14  | 30 | Philippe Alliot    | Larrousse-Ford  | 63      | + 2 Okrążeń             | 22          |         |
| 15  | 23 | Pierluigi Martini  | Minardi-Ford    | 63      | + 2 Okrążeń             | 19          |         |
| 16  | 4  | Julian Bailey      | Tyrrell-Ford    | 63      | + 2 Okrążeń             | 24          |         |
| 17  | 27 | Michele Alboreto   | Ferrari         | 62      | Brak paliwa             | 2           |         |
| 18  | 25 | René Arnoux        | Ligier-Judd     | 62      | + 3 Okrążeń             | 25          |         |
| 19  | 21 | Nicola Larini      | Osella          | 60      | Brak paliwa             | 26          |         |
| NU  | 20 | Thierry Boutsen    | Benetton-Ford   | 38      | Skrz. biegów            | 12          |         |
| NU  | 16 | Ivan Capelli       | March-Judd      | 34      | Alternator              | 6           |         |
| NU  | 11 | Alain Prost        | McLaren-Honda   | 24      | Sterowność              | 4           |         |
| NU  | 3  | Jonathan Palmer    | Tyrrell-Ford    | 14      | Silnik                  | 17          |         |
| NU  | 22 | Andrea de Cesaris  | Rial-Ford       | 9       | Sprzęgło                | 14          |         |
| NU  | 14 | Philippe Streiff   | AGS-Ford        | 8       | Uszkodzona aerodynamika | 16          |         |
| NU  | 24 | Luis Perez-Sala    | Minardi-Ford    | 0       | Zawieszenie             | 18          |         |
| NZ  | 32 | Oscar Larrauri     | Euro Brun-Ford  |         |                         |             |         |
| NZ  | 9  | Piercarlo Ghinzani | Zakspeed        |         |                         |             |         |
| NZ  | 26 | Stefan Johansson   | Ligier-Judd     |         |                         |             |         |
| NZ  | 10 | Bernd Schneider    | Zakspeed        |         |                         |             |         |
| NPK | 31 | Gabriele Tarquini  | Coloni-Ford     |         |                         |             |         |